# Océano Tetis

Mapa que muestra la ubicación de Tetis, entre Laurasia y Gondwana.

El mar de Tetis u océano de Tetis (de la titánide griega Tetis o Τηθύς, Tēthýs) fue un océano que existió durante la era mesozoica y parte de la era cenozoica, y que se ubicaba entre los antiguos continentes de Gondwana y Laurasia, previamente a la aparición del océano Índico y el mar Mediterráneo.

## Historia
En 1893, utilizando registros fósiles hallados de los Alpes, África y el Himalaya, el geólogo Eduard Suess propuso la existencia de un mar interior entre los primitivos continentes de Laurasia y Gondwana. Los fósiles, hallados en zonas muy montañosas, eran de criaturas marinas, por lo que era necesaria la existencia de una gran masa de agua que el científico bautizó como «mar de Tetis», aludiendo a la diosa griega del mar, «Tetis». 
Más tarde, la teoría de la tectónica de placas refutó gran parte de las proposiciones de Suess. No obstante, determinó la existencia de una gran masa de agua, en época más temprana que la que calculó el científico, pero ocupando la misma zona. Esta extensión fue bautizada como mar u océano de Tetis ya en la moderna teoría de la tectónica de placas en honor a Suess, cuyos conceptos eran aproximados, pero visionarios.

## Teoría moderna

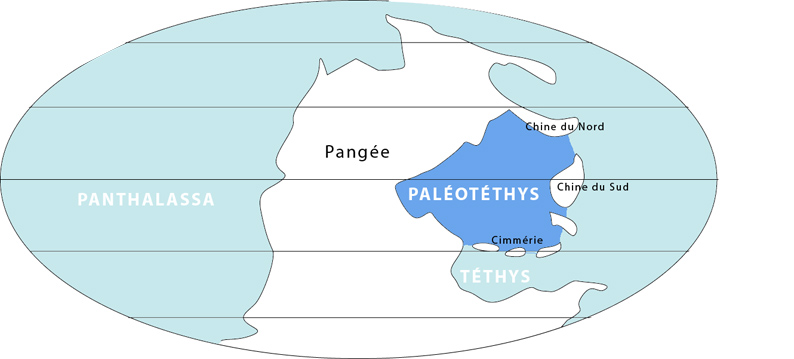
Distribución de los continentes hace 280 millones de años durante el Pérmico. La placa de Cimmeria comienza a desplazarse hacia el norte reemplazando el océano Paleo-Tetis por el océano de Tetis.

Hace aproximadamente 250 millones de años, a finales del Pérmico, una nueva masa de agua comenzó a configurarse en el extremo austral de otro océano anterior denominado Paleo-Tetis. Una falla se formó a lo largo del norte de la placa de Cimmeria, al sur de Pangea. A lo largo de los 60 millones de años, esa placa se fue desplazando hacia el norte, empujando el suelo del océano Paleo-Tetis debajo de la superficie de extremo este de Pangea (Laurasia). El resultado fue la formación del mar de Tetis, directamente sobre el lugar que ocupaba su antecesor, el Paleo-Tetis.
Durante el Jurásico, hace 150 millones de años, Cimmeria, finalmente colisionó con Laurasia. Como resultado, el suelo oceánico se combó bajo esta segunda placa (proceso de subducción) formando la fosa de Tetis. Al tiempo los niveles de agua subieron, cubriendo grandes partes de Europa con mares poco profundos. En aquella época también se produjo la división de las dos masas de tierra que formaban Pangea, Laurasia y Gondwana, formándose el océano Atlántico entre ambas.
Hace unos 100 millones de años, Gondwana comenzó a romperse, empujando África y la India hacia el norte, a través del Tetis. Como resultado, la masa de agua se empequeñece, por lo que su denominación para este período es mar de Tetis. Este existió hasta hace 15 millones de años. 
Actualmente, la India, Indonesia y el océano Índico cubren la mayor parte de la superficie que otrora ocupó este mar y Turquía, Irak y el Tíbet se asientan en Cimmeria. El mar Negro, el Caspio y el Aral son vestigios del mismo. La mayor parte del fondo del mar de Tetis desapareció bajo Cimmeria y Laurasia.

## Terminología y subdivisiones
Como cualquier otra ciencia, la geología vive una continua evolución y los términos y locuciones empleados en la descripción de algunas formaciones geológicas antiguas han fluctuado a medida que se han ido estableciendo teorías más precisas. Algunas fuentes de Internet, por ejemplo, usan la expresión "océano de Tetis" para referirse al mar de Tetis, y viceversa. Incluso es posible encontrar el incipiente océano Atlántico del período Jurásico referido erróneamente como mar de Tetis.

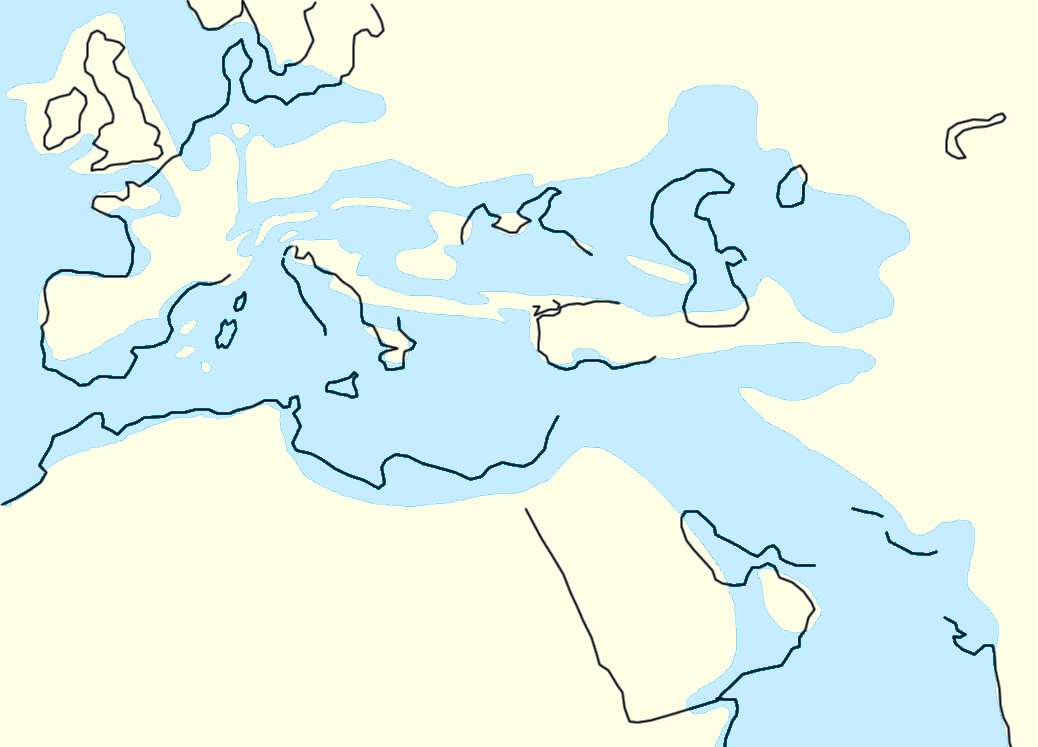
Paleogeografía de la región mediterránea durante el Oligoceno. Paratetis se va cerrando (en el sur de Europa) y es sustituido por el mar Mediterráneo (al norte de África).

### El Tetis Occidental
El límite occidental del océano de Tetis es llamado mar de Tetis occidental, océano de Tetis Occidental u océano de Tetis Alpino, siendo vestigios de este los mares Caspio, Aral y Negro. Este no era un océano abierto, estando cubierto por multitud de pequeñas placas tectónicas, arcos de islas propios del Cretáceo y microcontinentes.
En esta zona existían pequeñas cuencas oceánicas (océano de Valáis, océano de Piamonte-Liguria,...), separadas unas de otras por terrenos continentales situados sobre la Placa de Alborán o la Placa de Iberia. La subida del nivel del mar en el Mesozoico inundó los mencionados terrenos, formando mares poco profundos.
Durante el Oligoceno, una gran parte de Europa central y oriental estaban cubiertas por una rama norte del océano Tetis, denominada Paratetis. El Paratetis se separó del océano Tetis tras la formación de los Alpes, Cárpatos, Alpes Dináricos, Taurus y Elburz durante la orogenia alpina. Desapareció gradualmente durante el Mioceno tardío, convirtiéndose de hecho, en un aislado mar interior.

### El Tetis Oriental
La margen levantina del Tetis es referida como mar de Tetis Oriental.

### El mar de Tetis durante otros períodos
A medida que la teoría de la deriva continental ha ido siendo ampliada y mejorada, se ha extendido el nombre de «Tetis» a otras masas de agua que le precedieron. El Paleo-Tetis, mencionado arriba, existió desde el Silúrico, hace 440 millones de años, hasta el Jurásico. A este le precedió el océano Proto-Tetis, formado hace 600 millones de años.

## Paleontología
El mar de Tetis es objeto de estudio de la paleontología ya que permite a esta ciencia conocer como eran los hábitats marinos y marismeños hace millones de años a través del estudio de fósiles hallados en zonas interiores.
Los geólogos han encontrado fósiles de las criaturas de este océano en las rocas del Himalaya. Por lo tanto, sabemos que estas rocas estaban sumergidas antes de que el continente indio las empujara hacia el interior de Asia. Podemos ver pruebas geológicas similares durante la orogenia alpina de Europa, donde el movimiento de la placa africana levantó los Alpes.